# Ziua pi
Ziua pi este o celebrare anuală a constantei matematice π (pi). Ziua pi este serbată pe 14 martie (3,14 în formatul lună,zi) din moment ce 3, 1 și 4 sunt primele trei cifre importante ale lui π. În 2009 Camera Reprezentanților a Statelor Unite ale Americii a susținut desemnarea unei „zile pi” și celebrarea ei în întreaga lume.
În noiembrie 2019, cea de-a 40-a Conferință Generală a UNESCO a desemnat Ziua pi drept Zi Internațională a Matematicii.

## Istorie
În anul 2015, Ziua pi a căpătat o importanță deosebită pe 3/14/15 la 9:26:53 (a.m. și p.m.), data și ora reprezentând primele 10 cifre ale lui π. Aceeași secundă a conținut de asemenea un anumit moment, numit Pi Instant, corespunzător tuturor cifrelor lui π.